# Cristóbal de Castillejo
Cristóbal de Castillejo, född omkring 1490, död 1550, var en spansk skald.
Castillejo var prästvigd men tjänstgjorde huvudsakligen som hovman hos infanten Ferdinand, sedermera kung av Böhmen och Ungern, och följde honom på hans resor. Han vistades på äldre dagar mest i Wien, där han också dog. Castillejo höll troget fast vid det äktspanska maneret och bekämpade energiskt det italienska inflytandet. I hans lyrik märks särskilt de delvis skämtsamma kärleksdikterna till Ana av Schaumburg. Mest betydande är de satiriska Sermón de amores (1542), och Diálogo de mugeres (1544), båda förföljda i hemlandet av inkvisitionen.